# 2021年ロシアグランプリ
2021年ロシアグランプリ（英: 2021 Russian Grand Prix）は、2021年のF1世界選手権第15戦として、2021年9月26日にソチ・オートドロームで開催された。
正式名称は「Formula 1 VTB Russian Grand Prix 2021」。

## 背景
レース前のチャンピオンシップ順位
ドライバーズタイトルはマックス・フェルスタッペンとルイス・ハミルトンが接触し共にリタイアしたが、予選レースで2ポイント獲得していたフェルスタッペンが差を広げている。コンストラクターズタイトルはバルテリ・ボッタスが予選レースと決勝で18ポイント獲得し、レッドブルとの差を18ポイントまで広げた。
タイヤ
本レースでピレリが持ち込むドライ用タイヤのコンパウンドはハード（白）：C3、ミディアム（黄）：C4、ソフト（赤）：C5のソフト寄りの組み合わせ。
その他
- 9月16日 - アストンマーティンは2022年のドライバーラインナップもセバスチャン・ベッテルとランス・ストロールを継続すると発表した。
- 9月23日 - ハースは2022年のドライバーラインナップもミック・シューマッハとニキータ・マゼピンを継続すると発表した。

## エントリーリスト
レギュラーシートについては前戦イタリアGPから変更なし。

## フリー走行
FP1
9月24日 11:30 MSK(UTC+3)
トップはバルテリ・ボッタス、2位にルイス・ハミルトンが続きメルセデスの1-2となり、3番手にはマックス・フェルスタッペンが入った。2日目が雨となる予報から各車はロングランを重視したセッションとなった。
FP2
9月24日 15:00 MSK(UTC+3)
トップはボッタス、2位にハミルトン、3位にはピエール・ガスリーが入った。途中、アントニオ・ジョビナッツィがターン8で姿勢を乱しバリアにリアからヒット。自走でピットを目指したことによりコース上にデブリをまき散らした。これによりバリアの修復とデブリの回収でセッションが9分中断した。
FP3
9月25日 12:00 MSK(UTC+3)
雨によりセッション開始11分前に中止が発表された。

## 予選
9月25日 15:00 MSK(UTC+3)（文章の出典）
ポールはランド・ノリスで自身初、マクラーレンが獲得したのは2012年以来9年ぶり。2番手にカルロス・サインツ、3番手にジョージ・ラッセルとなった。選手権を争うマックス・フェルスタッペンは、PU交換により最後尾からのスタートが決まっていたためインスタレーションラップのみで20番手で終え、ルイス・ハミルトンは度重なるミスによりタイムを上げられず4番手となった。

### 予選結果
| 順位                 | No. | ドライバー                   | コンストラクター              | Q1       | Q2       | Q3       | Grid |
| -------------------- | --- | ---------------------------- | ----------------------------- | -------- | -------- | -------- | ---- |
| 1                    | 4   | ランド・ノリス               | マクラーレン-メルセデス       | 1:47.238 | 1:45.827 | 1:41.993 | 1    |
| 2                    | 55  | カルロス・サインツ           | フェラーリ                    | 1:47.924 | 1:46.521 | 1:42.510 | 2    |
| 3                    | 63  | ジョージ・ラッセル           | ウィリアムズ-メルセデス       | 1:48.303 | 1:46.435 | 1:42.983 | 3    |
| 4                    | 44  | ルイス・ハミルトン           | メルセデス                    | 1:45.992 | 1:45.129 | 1:44.050 | 4    |
| 5                    | 3   | ダニエル・リカルド           | マクラーレン-メルセデス       | 1:48.345 | 1:46.361 | 1:44.156 | 5    |
| 6                    | 14  | フェルナンド・アロンソ       | アルピーヌ-ルノー             | 1:47.877 | 1:45.514 | 1:44.204 | 6    |
| 7                    | 77  | バルテリ・ボッタス           | メルセデス                    | 1:46.396 | 1:45.306 | 1:44.710 | 163  |
| 8                    | 16  | ランス・ストロール           | アストンマーティン-メルセデス | 1:48.322 | 1:46.360 | 1:44.956 | 7    |
| 9                    | 11  | セルジオ・ペレス             | レッドブル-ホンダ             | 1:46.455 | 1:45.834 | 1:45.337 | 8    |
| 10                   | 31  | エステバン・オコン           | アルピーヌ-ルノー             | 1:48.099 | 1:46.070 | 1:45.865 | 9    |
| 11                   | 5   | セバスチャン・ベッテル       | アストンマーティン-メルセデス | 1:47.205 | 1:46.573 |          | 10   |
| 12                   | 10  | ピエール・ガスリー           | アルファタウリ-ホンダ         | 1:47.828 | 1:46.641 |          | 11   |
| 13                   | 22  | 角田裕毅                     | アルファタウリ-ホンダ         | 1:48.854 | 1:46.751 |          | 12   |
| 14                   | 6   | ニコラス・ラティフィ         | ウィリアムズ-メルセデス       | 1:48.252 | No Time  |          | 182  |
| 15                   | 16  | シャルル・ルクレール         | フェラーリ                    | 1:48.470 | No Time  |          | 192  |
| 16                   | 7   | キミ・ライコネン             | アルファロメオ-フェラーリ     | 1:49.586 |          |          | 13   |
| 17                   | 47  | ミック・シューマッハ         | ハース-フェラーリ             | 1:49.830 |          |          | 14   |
| 18                   | 99  | アントニオ・ジョヴィナッツィ | アルファロメオ-フェラーリ     | 1:53.023 |          |          | 174  |
| 19                   | 9   | ニキータ・マゼピン           | ハース-フェラーリ             | 1:53.764 |          |          | 15   |
| 20                   | 33  | マックス・フェルスタッペン   | レッドブル-ホンダ             | No Time  |          |          | 2012 |
| 107% time: 1:53.4115 |     |                              |                               |          |          |          |      |
| ソース:              |     |                              |                               |          |          |          |      |

追記
- ^1 – フェルスタッペンは前戦の接触事故のペナルティにより3グリッドの降格[15]。
- ^2 – ルクレール、フェルスタッペン、ラティフィは追加のパワーユニットを使用したため最後尾からのスタートとなる[16]。
- ^3 – ボッタスは追加のパワーユニットを使用したため15グリッド降格のペナルティ[16]。
- ^4 – ジョビナッツィは予定外のギアボックス交換により5グリッド降格のペナルティ[17]。
- ^5 – ウェット宣言下の予選では107%ルールは適用されない[18]。

## 決勝
9月26日 15:00 MSK(UTC+3)（文章の出典）
優勝はルイス・ハミルトンで通算100勝を達成。2位には最後尾スタートのマックス・フェルスタッペン、3位にカルロス・サインツとなった。　レースの大半をリードしていたのはランド・ノリスだったが、最終盤に降り出した雨により後退、7位でレースを終えた。

### レース結果
| 順位    | No. | ドライバー                   | コンストラクター              | 周回数 | タイム/リタイア原因    | Grid | Pts. |
| ------- | --- | ---------------------------- | ----------------------------- | ------ | ---------------------- | ---- | ---- |
| 1       | 44  | ルイス・ハミルトン           | メルセデス                    | 53     | 1:30:41.001            | 4    | 25   |
| 2       | 33  | マックス・フェルスタッペン   | レッドブル-ホンダ             | 53     | +53.271                | 20   | 18   |
| 3       | 55  | カルロス・サインツ           | フェラーリ                    | 53     | +62.475                | 2    | 15   |
| 4       | 3   | ダニエル・リカルド           | マクラーレン-メルセデス       | 53     | +65.607                | 5    | 12   |
| 5       | 77  | バルテリ・ボッタス           | メルセデス                    | 53     | +67.533                | 16   | 10   |
| 6       | 14  | フェルナンド・アロンソ       | アルピーヌ-ルノー             | 53     | +81.321                | 6    | 8    |
| 7       | 4   | ランド・ノリス               | マクラーレン-メルセデス       | 53     | +87.224                | 1    | 7FL  |
| 8       | 7   | キミ・ライコネン             | アルファロメオ-フェラーリ     | 53     | +88.955                | 13   | 4    |
| 9       | 11  | セルジオ・ペレス             | レッドブル-ホンダ             | 53     | +90.076                | 8    | 2    |
| 10      | 63  | ジョージ・ラッセル           | ウィリアムズ-メルセデス       | 53     | +100.551               | 3    | 1    |
| 11      | 18  | ランス・ストロール           | アストンマーティン-メルセデス | 53     | +116.1981              | 7    |      |
| 12      | 5   | セバスチャン・ベッテル       | アストンマーティン-メルセデス | 52     | +1 Lap                 | 10   |      |
| 13      | 10  | ピエール・ガスリー           | アルファタウリ-ホンダ         | 52     | +1 Lap                 | 11   |      |
| 14      | 31  | エステバン・オコン           | アルピーヌ-ルノー             | 52     | +1 Lap                 | 9    |      |
| 15      | 16  | シャルル・ルクレール         | フェラーリ                    | 52     | +1 Lap                 | 19   |      |
| 16      | 99  | アントニオ・ジョヴィナッツィ | アルファロメオ-フェラーリ     | 52     | +1 Lap                 | 17   |      |
| 17      | 22  | 角田裕毅                     | アルファタウリ-ホンダ         | 52     | +1 Lap                 | 12   |      |
| 18      | 9   | ニキータ・マゼピン           | ハース-フェラーリ             | 51     | +2 Laps                | 15   |      |
| 19      | 6   | ニコラス・ラティフィ         | ウィリアムズ-メルセデス       | 47     | アクシデント・ダメージ | 18   |      |
| Ret     | 47  | ミック・シューマッハ         | ハース-フェラーリ             | 32     | ハイドロリクス         | 14   |      |
| ソース: |     |                              |                               |        |                        |      |      |

#### 追記
- ^FL - ファステストラップの1点を含む
- ^1 - ストロールは他車と接触したため10秒のタイムペナルティ[23]。

## 第15戦終了時点のランキング
|         | 順位 | ドライバー                 | ポイント |
| ------- | ---- | -------------------------- | -------- |
| 1       | 1    | ルイス・ハミルトン         | 246.5    |
| 1       | 2    | マックス・フェルスタッペン | 244.5    |
|         | 3    | バルテリ・ボッタス         | 151      |
|         | 4    | ランド・ノリス             | 139      |
|         | 5    | セルジオ・ペレス           | 120      |
| ソース: |      |                            |          |

|         | 順位 | コンストラクター        | ポイント |
| ------- | ---- | ----------------------- | -------- |
|         | 1    | メルセデス              | 397.5    |
|         | 2    | レッドブル-ホンダ       | 364.5    |
|         | 3    | マクラーレン-メルセデス | 234      |
|         | 4    | フェラーリ              | 216.5    |
|         | 5    | アルピーヌ              | 103      |
| ソース: |      |                         |          |

|         | 順位 | ドライバー                 | 獲得数 |
| ------- | ---- | -------------------------- | ------ |
|         | 1    | マックス・フェルスタッペン | 4      |
|         | 2    | ルイス・ハミルトン         | 4      |
|         | 3    | バルテリ・ボッタス         | 2      |
|         | 4    | セルジオ・ペレス           | 1      |
|         | 5    | ピエール・ガスリー         | 1      |
| ソース: |      |                            |        |

- 注：いずれもトップ5まで掲載。
- 注：ファストテストラップアワードは同数の場合、カウントバック方式がとられている。